# ایگرتاون (پنسیلوانیا)
ایگرتاون (به انگلیسی: Yeagertown) یک منطقهٔ مسکونی در ایالات متحده آمریکا است که در شهرستان میفلن، پنسیلوانیا واقع شده‌است. ایگرتاون ۱٫۲ کیلومتر مربع مساحت و ۱٬۰۳۵ نفر جمعیت دارد.